# John Hoskins il Vecchio
John Hoskins il Vecchio (Wells, 1590 – Londra, 1664) è stato un pittore e miniatore inglese.

## Biografia
La carriera artistica di Hoskins il Vecchio si caratterizzò per la presenza di elementi impressionistici, molto lontani dallo stile naturalista e dal gusto realista, diffusi verso la metà del Seicento.
Tra le sue attività preferite e di maggior successo è da citare quella di ritrattista e difatti Hoskins il Vecchio lavorò per lunghi periodi alla corte di Carlo I d'Inghilterra.
I suoi lavori si contraddistinsero per peculiari giochi cromatici e per la costante presenza di una luce che avvolge ed illumina le figure ritratte.  Alcuni aspetti dello stile di Hoskins il Vecchio sono accostabili, in una fase iniziale al miniatore ed orafo inglese Nicholas Hilliard,
ed in un periodo artistico più maturo a quelli del celebre ritrattista fiammingo Antoon van Dyck.
Le sue miniature più belle sono Ham House, Montagu House, Windsor Castle, Amsterdam e nella collezione Pierpont Morgan.
Alcune iscrizioni contemporanee sulle miniature di Ham House le registrano come opera di "Old Hoskins", ma il fatto dell'esistenza di un artista più giovane con lo stesso nome è confermato da una miniatura della collezione Pierpont Morgan, firmata da Hoskins, e recante un'autentica iscrizione incisa sulla sua cornice contemporanea che rappresenta il duca di Berwick all'età di ventinove anni nel 1700.
Hoskins il Vecchio si dimostrò anche un valente maestro d'arte, e tra i suoi allievi si possono ricordare il figlio John ed il nipote Cooper.